# Fasciïtis plantar
Per fasciïtis plantar s'entén una inflamació aguda de l'aponeurosi plantar del peu. El símptoma principal d'aquest tipus de fasciïtis és el dolor en algun punt de la fàscia plantar del peu, al taló o a la zona mitjana de la planta del peu. Acostuma a no ser fruit d'un traumatisme, sinó del desgast per una feina repetitiva, és a dir, a un microtraumatisme repetitiu. El problema es pot veure causat o agreujat per un calçat inadequat, així com per haver fet males postures o dut a terme un treball excessiu d'aquesta zona, com per exemple córrer de baixada. Fer estiraments abans de començar ajuda als corredors a prevenir aquesta lesió.
A la fasciïtis plantar s'inflama el teixit connectiu gros que està a la planta del peu i que es fixa al taló (aponeurosis o fàscia plantar). El dolor es nota normalment en la base anteromedial del taló i sol ser més agut als matins per la rigidesa que es presenta durant la nit, i en realitzar exercicis que requereixin un augment de la càrrega sobre la zona.
La fasciïtis plantar ha estat atribuïda freqüentment a l'existència d'esperó calcani, una troballa radiològica consistent en una exostosi del calcani. La presència d'esperons calcanis s'ha associat amb la fasciïtis plantar, en ser una reacció perióstica l'augment de tracció de la musculatura plantar medial del peu, encara que no s'han de considerar com patognomònic de la patologia, atès que la fàscia plantar s'insereix per sobre de l'esperó i no com a prolongació d'aquest.

## Símptomes
La queixa més comuna és el dolor i la rigidesa a la part inferior del taló. El dolor al taló pot ser sord o agut. La part inferior del peu també pot fer mal o cremar. El dolor acostuma a ser pitjor durant els primers passos del matí, després d'estar dret o assegut durant un temps, en pujar les escales, o després d'una activitat intensa. El dolor pot desenvolupar-se lentament amb el temps, o de sobte després d'una activitat intensa.

## Tractament
El tractament acostuma a incloure fisioteràpia, antiinflamatori no esteroidal o glucocorticoides, i necessàriament la modificació del repartiment de forces plantars amb plantilles o suports plantars termoconformats. Un calçat adequat serveix com a remei i com a prevenció. En casos aguts i com a mesura pal·liativa pot fer un embenat funcional que elimini la tensió plantar medial (dura aproximadament de 2 a 3 dies) o injeccions de corticoides directament a la inserció fascial plantar lar.